# Liste der Komponisten/A

## Aa
- Michel van der Aa (* 1970)
- Thorvald Aagaard (1877–1937)
- Truid Aagesen (vor 1593 – nach 1625)
- Heikki Aaltoila (1905–1992)
- Erkki Aaltonen (1910–1990)
- Svend Aaquist Johansen (* 1948)
- Els Aarne (1917–1995)
- Bernard Alan Aaron (* 1939)
- Evald Aav (1900–1939)
- Juhan Aavik (1884–1982)

## Ab
- Eduardo Flores Abad (* 1960)
- Antonio Abadía († 1791)
- Louis Abadie (1814–1858)
- Temple Abady (1903–1970)
- Pietro Abbà Cornaglia (1851–1894)
- Natale Abbadia (1792–1861)
- Marcello Abbado (1926–2020)
- Michelangelo Abbado (1900–1979)
- Gennaro Abbate (1874–1954)
- Antonio Maria Abbatini (1609–1679)
- Luigi Abbiate (1866–1933)
- Franco Abbiati (1898–1981)
- Clifford Abbott (1916–1994)
- Ğamāl Abd al-Rahīm (1924–1988)
- Alfred William Abdey (1876–1952)
- Bonifacio Abdon (1876–1944)
- Keiko Abe (* 1937)
- Kōmei Abe (1911–2006)
- Kyoko Abe (* 1950)
- Cyriel van den Abeele (1875–1946)
- Hendrik van den Abeele (1869–1931)
- Ludwig Abeille (1761–1838)
- Rosalina Abejo (1922–1991)
- Carl Friedrich Abel (1723–1787)
- Clamor Heinrich Abel (1634–1696)
- Ludwig Abel (1835–1895)
- Otto Abel (1905–1977)
- John Abell (1652–1724)
- Nicanor Abelardo (1893–1934)
- Lew Abelijowitsch (1912–1985)
- Walter Abendroth (1896–1973)
- Johann Joseph Abert (1832–1915)
- Edmund Abesser (1837–1889)
- Girolamo Abos (1715–1760)
- Isabelle Aboulker (* 1938)
- Paul Abraham (1892–1960)
- Hans Abrahamsen (* 1952)
- Muhal Richard Abrams (1930–2017)
- Alexander Abramski (1898–1985)
- Emil Ábrányi (1882–1970)
- Kornél Ábrányi (1822–1903)
- Juan Manuel Abras (* 1975)
- José Antonio Abreu (1939–2018)
- Antón García Abril (1933–2021)
- Jean Absil (1893–1974)
- Franz Abt (1819–1885)
- Valentine Abt (1873–1942)
- Luigi Abussi (1852 bis nach 1918)

## Ac
- Jean-Baptiste Accolay (1833–1900)
- Agostino Accorimboni (1739–1818)
- Rafael Aceves y Lozano (1837–1876)
- Joseph Johann Achleitner (1791–1828)
- Rudolf Achleitner (1864–1909)
- Isidor Achron (1892–1948)
- Joseph Achron (1886–1943)
- Dieter Acker (1940–2006)
- Rodolfo Acosta (* 1970)

## Ad
- Ella Adaïewsky (1846–1926)
- Marcial del Adalid y Gurréa (1826–1881)
- Adolphe Adam (1803–1856)
- Adam de la Halle (um 1237–1287)
- Adam von Fulda (um 1445–1505)
- Rafael Adame (1906–1963)
- Emil Adamič (1877–1936)
- Michael Adamis (1929–2013)
- John Adams (* 1947)
- John Luther Adams (* 1953)
- Rosalie Adams (1927–2001)
- Murray Adaskin (1906–2002)
- Mark Adderley (* 1960)
- Richard Addinsell (1904–1977)
- Uri Adelman (1958–2004)
- Thomas Adès (* 1971)
- John Addison (~1765–1844)
- Samuel Adler (* 1928)
- Vincent Adler (1826–1871)
- Anton Cajetan Adlgasser (1729–1777)
- Jakob Adlung (1699–1762)
- Andrea Adolfati († 1760)
- Emmanuel Adriaenssen (um 1554–1604)
- John Adson (1587–1640)

## Ae
- Niklaus Aeschbacher (1917–1995)

## Af
- Nikolai Afanassjew (1821–1898)
- Michel L'Affilard (um 1656–1708)

## Ag
- Wladislaw Germanowitsch Agafonnikow (* 1936)
- Agostino Agazzari (1578–1640)
- Klaus Ager (* 1946)
- Károly Aggházy (1855–1918)
- Sergej Aghadschanjan (1929–2005)
- François d’Agincour (1684–1758)
- Maria Teresa Agnesi (1720–1795)
- Roy Agnew (1893–1944)
- Jean-Louis Agobet (* 1968)
- Lodovico Agostini (1534–1590)
- Mezio Agostini (1875–1944)
- Paolo Agostini (um 1583–1629)
- Alexis Agrafiotis (* 1970)
- Johan Agrell (1701–1765)
- Alexander Agricola (um 1446–1506)
- Johann Friedrich Agricola (1720–1774)
- Johannes Agricola (2. Hälfte 15. Jhd.)
- Martin Agricola (1486–1556)
- Carl Christian Agthe (1762–1797)
- Dionisio Aguado (1784–1849)
- Gaspar Agüero y Barreras (1873–1951)
- Miguel de Aguila (* 1957)
- Sebastián Aguilera de Heredia (1561–1627)
- Julián Aguirre (1868–1924)
- Giuseppe Agus (1722 bis um 1800)
- Joseph Agus (1749–1798)
- Herbert H. Ágústsson (1926–2017)

## Ah
- Coriún Aharonián (1940–2017)
- Johann Georg Ahle (1651–1706)
- Johann Rudolph Ahle (1625–1673)
- Maria Theresia von Ahlefeldt (1755–1810)
- Sieglinde Ahrens (* 1936)
- Jacob Niclas Ahlström (1805–1857)
- Olof Åhlström (1756–1835)
- Kalevi Aho (* 1949)
- Joseph Ahrens (1904–1997)

## Ai
- Johann Kaspar Aiblinger (1779–1867)
- Elfi Aichinger (* 1961)
- Gregor Aichinger (1564–1628)
- Vojtěch Bořivoj Aim (1886–1972)
- Léopold Aimon (1779–1866)
- Robert Aitken (* 1939)

## Ak
- Erik Åkerberg (1860–1938)
- Fjodor Akimenko (1876–1945)
- Necil Kâzım Akses (1908–1999)
- Yasushi Akutagawa (1925–1989)

## Al
- Giovanni Battista Ala (um 1595 bis um 1627)
- Mikalaj Aladau (1890–1972)
- Jehan Alain (1911–1940)
- Timo Alakotila (* 1958)
- Petrus Alamire (um 1470–1536)
- Mauro D’Alay (um 1687–1757)
- Domenico Alaleona (1881–1928)
- Jean-Delphin Alard (1815–1888)
- Marcello Albano (um 1580 bis um 1616)
- Isaac Albéniz (1860–1909)
- Pirro Albergati (1663–1735)
- Paolo Tommaso Alberghi (1716–1785)
- Sebastiàn de Albero (1722–1756) (Sebastián Ramón de Albero y Añaños)
- Eugen d’Albert (1864–1932)
- Heinrich Albert (1604–1651)
- Heinrich Albert (1870–1950)
- Karel Albert (1901–1987)
- Stephen Albert (1941–1992)
- Domenico Alberti (um 1710–1746)
- Gasparo Alberti (um 1485–1560)
- Giuseppe Matteo Alberti (1685–1751)
- Johann Friedrich Alberti (1642–1710)
- Sef Albertz (* 1971)
- Henrico Albicastro (um 1660–1730)
- Roger Albin (1920–2001)
- Filippo Albini (um 1580 bis um 1626)
- Giovanni Albini (* 1982)
- Tomaso Albinoni (1671–1751)
- Mario Albiosi (1620–1686)
- Abelardo Albisi (1872–1938)
- Francesco Alborea (1691–1739)
- Christoph Albrecht (1930–2016)
- Georg von Albrecht (1891–1976)
- Karl Albrecht (1807–1863)
- Konstantin Albrecht (1836–1893)
- Anton Johann Albrechtsberger (1729 bis um 1780)
- Johann Georg Albrechtsberger (1736–1809)
- Vincenzo Albrici (1631–1696)
- Bartolomeo Albrici (um 1640 bis nach 1687)
- William Albright (1944–1998)
- José Bernardo Alcedo (1788–1878)
- John Alcock Jr. (1740–1791)
- John Alcock Sr. (1715–1806)
- Vittoria Raffaella Aleotti (1575–nach 1646)
- Pauline Alderman (1893–1983)
- Giuseppe Aldrovandini (1671–1707)
- Alfred Alessandrescu (1893–1959)
- Felice Alessandri (1747–1798)
- Raffaele d’Alessandro (1911–1959)
- Leni Alexander (1924–2005)
- Liana Alexandra (1947–2011)
- Charles-Guillaume Alexandre (um 1735–1788)
- Alexander Alexandrow (1883–1946)
- Anatoli Alexandrow (1888–1982)
- Boris Alexandrow (1905–1994)
- Juri Alexandrow (1914–2001)
- Franco Alfano (1875–1954)
- Hugo Alfvén (1872–1960)
- Paris Francesco Alghisi (1666–1733)
- Firəngiz Əlizadə (* 1947)
- Alexander Aljabjew (1787–1851)
- Bonaventura Aliotti (1640–1690)
- Charles-Valentin Alkan (1813–1888)
- Henk Alkema (1944–2011)
- Benjamin Dwight Allen (1831–1914)
- Giuseppe Allevi (1603–1670)
- Alejandro Núñez Allauca (* 1943)
- Domenico Allegri (um 1585–1629)
- Gregorio Allegri (1582–1652)
- Lorenzo Allegri (um 1567–1648)
- Juan Allende-Blin (* 1928)
- Pedro Humberto Allende Sarón (1885–1959)
- Claude Loyola Allgén (1920–1990)
- Francisco António de Almeida (1702–1755)
- Carl Almenräder (1786–1843)
- Carl Jonas Love Almqvist (1793–1866)
- Eyvind Alnæs (1872–1932)
- Ferid Alnar (1906–1978)
- Carmelo Alonso (1929–2002)
- Flor Alpaerts (1876–1954)
- Carlos Roqué Alsina (1941–2023)
- Michael Altenburg (1584–1640)
- Bjørn Alterhaug (* 1945)
- Johann Christoph Altnikol (1719–1759)
- Miguel Álvarez-Fernández (* 1979)
- Maria de Alvear (* 1960)
- William Alwyn (1905–1985)

## Am
- Maryanne Amacher (1938–2009)
- Giuseppe Amadori (1670–1730)
- Amalia von Sachsen (1794–1870)
- Anna Amalie, Prinzessin in Preußen (1723–1787)
- Elisabeth Amandi (* 1950)
- Joan Albert Amargós (* 1950)
- Efraín Amaya (* 1959)
- Charles d'Ambleville (vor 1600–1636)
- Vladimír Ambros (1890–1956)
- Joseph Karl Ambrosch (1759–1822)
- Claudio Ambrosini (* 1948)
- Marco Ambrosini (* 1964)
- Hermann Ambrosius (1897–1983)
- Juan Amenábar (1922–1999)
- Giuseppe Amendola (um 1750–1808)
- Fikrət Əmirov (1922–1984)
- Benno Ammann (1904–1986)
- Dieter Ammann (* 1962)
- Wolfgang Ammon (1540–1589)
- John Amner (1579–1641)
- Cataldo Amodei (1649–1693)
- Blasius Amon (um 1560–1590)
- Johannes Amon (1763–1825)
- Simon Amorosius (um 1550 bis nach 1604)
- David Amram (* 1930)
- Gilbert Amy (* 1936)
- René Amengual Astaburuaga (1911–1954)

## An
- Juan de Anchieta (1462–1523)
- Laura Andel (* 1970)
- Erich Anders (1883–1955)
- Anton Jörgen Andersen (1845–1926)
- Alfred Andersen-Wingar (1869–1952)
- Laurie Anderson (* 1947)
- Leroy Anderson (1908–1975)
- Magnus F. Andersson (* 1953)
- Johann André (1741–1799)
- Johann Anton André (1775–1842)
- Volkmar Andreae (1879–1962)
- Elfrida Andrée (1841–1929)
- Gaetano Andreozzi (1755–1826)
- Daniel Andres (* 1937)
- Kerry Andrew (* 1978)
- Mihail Andricu (1894–1974)
- Caecilia Andriessen (1931–2019)
- Hendrik Andriessen (1892–1981)
- Jurriaan Andriessen (1925–1996)
- Louis Andriessen (1939–2021)
- Willem Andriessen (1887–1964)
- José Escolástico Andrino (1817–1862)
- Felice Anerio (um 1560–1614)
- Giovanni Francesco Anerio (um 1567–1630)
- Jean-Baptiste Anet (1676–1755)
- Pasquale Anfossi (1727–1797)
- Paul Angerer (1927–2017)
- Irinel Anghel (* 1969)
- Jean-Henri d’Anglebert (1629–1691)
- Giovanni Animuccia (um 1514–1571)
- Antonis Anissegos (* 1970)
- Enrique Anleu Díaz (1940–2023)
- Caroline Ansink  (* 1959)
- Conrad Ansorge (1862–1930)
- Costanzo Antegnati (1549–1624)
- George Antheil (1900–1959)
- John Antill (1904–1986)
- Andrea Antico da Montona (um 1480–1540)
- Giovanni Giacomo de Antiquis (um 1550–um 1608)
- Giovanni Battista degli Antonii (1636–1698)
- Pietro degli Antonii (1639–1720)
- Theodore Antoniou (1935–2018)

## Ap
- Benedictus Appenzeller (1480 (?)–1558)
- Georges Aperghis (* 1945)
- Denis ApIvor (1916–2004)
- Rafael Aponte-Ledée (* 1938)
- Hans Erich Apostel (1901–1972)
- Mary Jeanne van Appledorn (1927–2014)
- Jon Appleton (1939–2022)

## Aq
- Marco dall’ Aquila (um 1480–1544)

## Ar
- Francesco Araja (1709 – um 1770)
- Dmitri Arakischwili (1873–1953)
- Boris Arapow (1905–1992)
- Isabella Arasowa (* 1936)
- István Arató (1910–1980)
- Afonso Redentor Araújo (1942–1979)
- Juan de Araujo (1646–1712)
- Chaya Arbel (1921–2006)
- Jakob Arcadelt (1507–1568)
- Julián Arcas (1832–1882)
- Violet Archer (1913–2000)
- Antonio Archilei (1542–1612)
- Serge Arcuri (1954–2024)
- Giulio Cesare Ardemanio (um 1590 – 1650)
- José Ardévol (1911–1981)
- Luigi Arditi (1822–1903)
- Bülent Arel (1919–1990)
- Anton Arenski (1861–1906)
- Isabel Aretz (1909–2005)
- Ernst Arfken (1925–2006)
- Dominick Argento (1927–2019)
- Jacopo Antonio Arighi (1704–1797)
- Attilio Ariosti (1666–1729)
- Diana Arismendi (* 1962)
- Rodolfo Arizaga (1926–1985)
- Paul Arma (1905–1987)
- Thomas Arne (1710–1778)
- Jörn Arnecke (* 1973)
- Richard Arnell (1917–2009)
- Bettina von Arnim (1785–1859)
- Georg Arnold (1621–1676)
- Juri Arnold (1811–1898)
- Malcolm Arnold (1921–2006)
- Samuel Arnold (1740–1802)
- Pietro Aron (um 1480 – nach 1545)
- Giulio Cesare Arresti (1619–1701)
- Floriano Arresti (1667–1717)
- Juan Crisóstomo de Arriaga (1806–1826)
- Emilio Arrieta (1823–1894)
- Claude Arrieu (1903–1990)
- Girolamo Arrigo (1930–2018)
- Giovanni Giacomo Arrigoni (um 1600 – um 1663)
- Wjatscheslaw Artjomow (* 1940)
- Pierre-Yves Artaud (* 1946)
- Joseph Artôt (1815–1845)
- Alexander Arutjunjan (1920–2012)
- Valéry Arzoumanov (* 1944)

## As
- Leo Ascher (1880–1942)
- Muchtar Aschrafi (1912–1975)
- Francisco Asenjo Barbieri (1823–1894)
- Daniel Asia (* 1953)
- Bonifazio Asioli (1769–1832)
- Giovanni Matteo Asola (um 1532–1609)
- Franz Aspelmayr (1728–1786)
- Andre Asriel (1922–2019)
- Caterina Assandra (um 1590–nach 1618)
- Boris Assafjew (1884–1949)
- Ignaz Aßmayer (1790–1862)
- Emmanuele d'Astorga (1680–1757)
- José Vicente Asuar (1933–2017)

## At
- Blas Emilio Atehortúa (1943–2020)
- Farid el Atrache (1915–1974)
- Pierre Attaingnant (um 1494–1552)
- Kurt Atterberg (1887–1974)
- Thomas Attwood (1765–1838)

## Au
- Daniel-François-Esprit Auber (1782–1871)
- Samuel Gottlob Auberlen (1758–1829)
- Louis Aubert (1877–1968)
- Jacques Aubert (1689–1753)
- Tony Aubin (1907–1981)
- Edmond Audran (1840–1901)
- Marianne Auenbrugger (1759–1782)
- Lera Auerbach (* 1973)
- Christine Aufderhaar (* 1972)
- May Aufderheide (1888–1972)
- Benedikt Anton Aufschnaiter (1665–1742)
- Paul Auger (um  1592–1660)
- Torgeir Augundsson (1801–1872)
- Domenico Auletta (1723–1753)
- Pietro Auletta (1698–1771)
- Laura Valborg Aulin (1860–1928)
- Tor Aulin (1866–1914)
- Franz Aumann (1728–1797)
- Georges Auric (1899–1983)
- Larry Austin (1930–2018)
- Artus Auxcousteaux (um 1600 bis um 1656)

## Av
- Anton Averkamp (1861–1934)
- Wilhelm Averkamp (* 1958)
- Menachem Avidom (1908–1995)
- Charles Avison (1709–1770)
- Giuseppe Avitrano (1670–1756)
- Tzvi Avni (* 1927)
- Ana-Maria Avram (1961–2017)
- Pedro Avondano (1714–1782)

## Aw
- Arseni Awraamow (1886–1944)

## Ay
- Daniel Ayala Pérez (1906–1975)

## Az
- Francesco Azopardi (1748–1809)
- Filippo Azzaiolo (um 1535 bis nach 1569)